# خوان پابلو سگوویا
خوان پابلو سگوویا (انگلیسی: Juan Pablo Segovia؛ زادهٔ ۲۱ مارس ۱۹۸۹) بازیکن فوتبال اهل آرژانتین است.
از باشگاه‌هایی که در آن بازی کرده‌است می‌توان به باشگاه فوتبال لانوس اشاره کرد.